# Fodboldkamp mellem B1903 og Helsingborg
|  | Denne artikel er oprettet af botten Steenthbot ud fra en ekstern database. Den kan derfor have sproglige fejl eller mangler. Denne skabelon kan fjernes efter kontrol af indholdet. |

Fodboldkamp mellem B1903 og Helsingborg er en dansk dokumentarisk optagelse fra 1922.

## Handling
Fodboldkamp i Københavns Idrætspark d. 19. november 1922. B 1903 spiller imod Helsingborg Idrottsförening. Danskerne fører i anden halvleg 4-1, men svenskerne haler ind og kampen ender 4-4. Den gamle tribune med de græske søjler på 'Den dyre langside' ses. 'Cementen' er ikke bygget endnu. Der er åbent ud til Øster Allé.